# دارين لويس
دارين لويس (بالإنجليزية: Darren Lewis) هو لاعب كرة قاعدة أمريكي، ولد في 28 أغسطس 1967 في بيركيلي في الولايات المتحدة.

## وصلات خارجية
- دارين لويس على موقع دوري كرة القاعدة الرئيسي (الإنجليزية)
- دارين لويس على موقعبيزبول رفرنس.كوم (الدوري الرئيسي) (الإنجليزية)
- دارين لويس على موقعبيزبول رفرنس.كوم (الدوري الثانوي) (الإنجليزية)
- دارين لويس على موقع مشجعي الرسوم البيانية (الإنجليزية)